# Le Drouvet
Le Drouvet est un sommet du massif des Écrins (Alpes) qui culmine à 2 655 m. Il est situé à cheval entre les communes de Champoléon et Orcières dans les Hautes-Alpes, au-dessus de la station de sports d'hiver d'Orcières-Merlette, et est accessible par le télécabine du Drouvet.